# Brouwerij Het Kasteel
De Brouwerij Het Kasteel is een voormalige brouwerij gelegen in  Oosteeklo en was actief van 1840 tot 1917. 

## Geschiedenis
In het begin van de 13de eeuw werd de abdij van Oosteeklo gesticht. Deze werd in 1577 door de calvinisten vernield en de orde verhuisde naar Oude Houtlei in Gent in 1585. De oorspronkelijke abdij werd gebruikt als buitenverblijf en voor landbouwdoeleinden. In 1783 werd een nieuw gastenverblijf opgetrokken dat in 1783 als nationaal goed werd verkocht aan Pieter Van Rooten. Deze startte hier met een stokerij. 
In 1802 werd het gehele domein met kasteel en stokerij verkocht aan J.H. Bruers. Toen burgemeester Angelus Roegiers (1867-1886) de stokerij bezat veranderde hij deze naar een brouwerij. In 1903 werd de brouwerij vergroot en omgevormd tot stoombrouwerij. De brouwactiviteiten werden door de Duitsers stilgelegd in 1917. De laatste brouwer Herman Roegiers was na de oorlog een van de medestichters van de Coöperatieve Brouwerij Krüger te Eeklo. 
De gebouwen in Oosteeklo werden gebruikt als bottelarij en bierhandel tot ergens in de jaren 1960.
In 2015 werd de historische site aangekocht door een van de bedrijven van ondernemer Sam Baro, die in 2016 startte met de renovatie van het domein.